# Exarchia

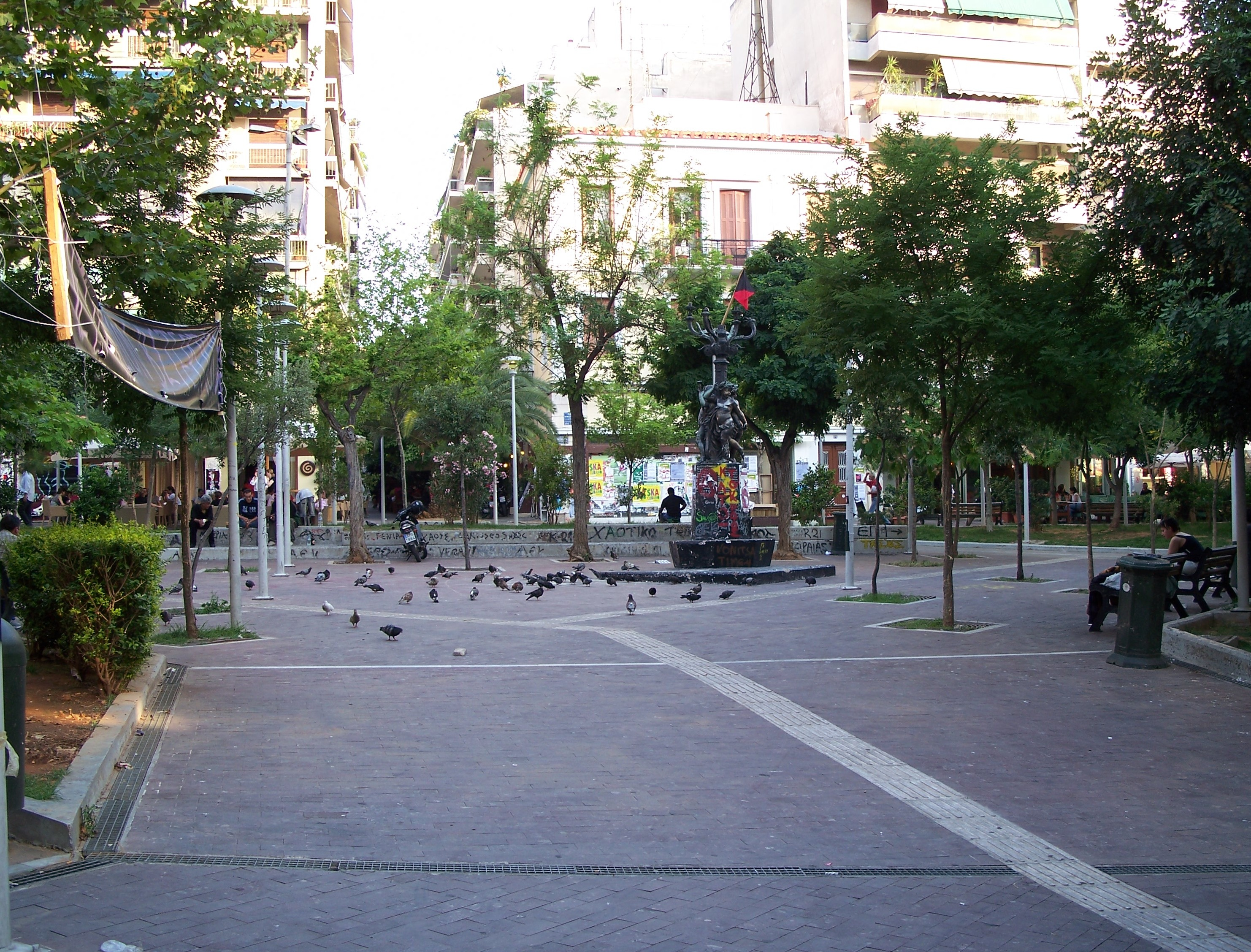
Torget 2007

Exarchia (Εξάρχεια) är ett område i Aten, Grekland, nära Atens tekniska universitet. Det är känt för de grekiska anarkister som bor där.
Stadsdelen har till stora delar blivit en autonom zon och sägs ibland vara ockuperad.
Till stadsdelen flyttar vänsteraktivister och anarkister från hela Europa.
Problem med droghandel har skapat stora spänningar och det inträffade (2017) sammandrabbningar med polisen nästan dagligen i området där de grekiska myndigheterna inte är välkomna.